# Tērvete
Tērvete (niem. hist. Hofzumberge) – wieś na Łotwie, w novadsie Dobele, nad rzeką Tērvete. W 2005 roku liczyła 420 mieszkańców.
W miejscowości były trzy zamki. Dwór opisany w Dziejach Rezydencji jako Hoftenberg.